# Spilosoma continentalis
Spilosoma continentalis är en fjärilsart som beskrevs av Rothschild 1910. Spilosoma continentalis ingår i släktet Spilosoma och familjen björnspinnare. Inga underarter finns listade i Catalogue of Life.